# Monte Arbel
Monte Arbel (en hebreo: הר ארבל, Har Arbel) es una montaña en la Baja Galilea cerca de Tiberias en Israel, con altos acantilados, vistas del Monte Hermon en los Altos del Golán, senderos a una cueva-fortaleza y las ruinas de una antigua sinagoga. El Monte Arbel se asienta frente al Monte Nitai, sus acantilados se crearon como resultado de la Falla del Valle del Jordán y las fallas geológicas que producen los valles.
Hay cuatro pueblos en la montaña: Kfar Zeitim, Arbel, Kfar Hittín y Mitzpa.
El área fue declarada reserva natural en 1967, que abarca 1.400 dunams. El parque nacional (8509 dunams) incluye la mayor parte de Nahal Arbel, que comienza cerca Eilabun y desemboca en el Mar de Galilea, cerca de Migdal. La reserva abarca el área inmediata alrededor del acantilado.